# Antal Páger
Antal Páger (* 29. Januar 1899 in Makó, Österreich-Ungarn; † 14. Dezember 1986 in Budapest, Ungarn) war ein ungarischer Schauspieler, mit über 180 Filmen einer der bestbeschäftigten Darsteller vor der Kamera.

## Leben
Der musisch interessierte Páger hatte in Budapest kurz Jura studiert und stieß bereits 1919 zum Theater, um Schauspieler zu werden. Sein Debüt gab er in Stuhlweißenburg, es folgten Anschlussengagements unter anderem in Szeged, Pécs und Oradea (Rumänien). 1931 erreichte er schließlich Budapest, wo er seine Theaterlaufbahn fortsetzte. Páger feierte als Bühnenkünstler vor allem Erfolge in leichten Stoffen, bevorzugt wirkte er in Komödien und Operetten (z. B. als Liliom in Franz Molnars gleichnamigem Stück oder als Styx in Jacques Offenbachs ‘Orpheus in der Unterwelt’) mit. In seinem letzten Karriereabschnitt (ab 1956) reüssierte Páger auch in Inszenierungen damischer Stücke. Aus dieser Zeit sind vor allem seine Leistungen als Graf Karenin in Leo Tolstois ‘Anna Karenina’, sein Dauphin in George Bernard Shaws ‘Die heilige Johanna’, sein John Gabriel Borkman in Henrik Ibsens gleichnamigem Stück, sein Fürst Bolkonski in Tolstois ‘Krieg und Frieden’ und sein Vater in Tennessee Williams’ ‘Die Katze auf dem heißen Blechdach’ von Bedeutung. 
1932 gab Antal Páger sein Leinwanddebüt in Pál Fejős’ Fischergeschichte „Menschen im Sturm“. Seitdem besaß das Kino eine beträchtliche Bedeutung in seiner Karriere. Im Ungarn des Horthy-Regimes wirkte er vorwiegend in heiteren Geschichten mit, gelegentlich sah man den Schauspieler auch in Melodramen und Romanzen. 1944, infolge der faschistischen Machtübernahme durch die Pfeilkreuzler, gelang Antal Páger die Flucht über Österreich und Frankreich nach Argentinien. Dort blieb er bis 1956 und verdiente sich seinen Lebensunterhalt als Maler. Ausstellungen führten ihn nach Venezuela und Brasilien. In Buenos Aires, wo Páger 1951 die argentinische Staatsbürgerschaft erhielt, knüpfte er auch wieder Kontakt zum Theater. 1955 entschloss er sich zur Rückkehr nach Ungarn, wo er im August 1956, unmittelbar vor dem misslungenen Aufstandes gegen das kommunistische Regime, ankam. Seine Karriere beim ungarischen Nachkriegsfilm brachte ihm künstlerisch fordernde Aufgaben als in der Zeit bis 1944. Nunmehr sah man ihn in einer Reihe von interessanten Altersrollen, „die ihn als gereiften und zu feinen Zwischentönen fähigen Charakterinterpreten auswiesen.“ Oftmals sah man ihn in Rollen Typ ‘kleiner Mann von der Straße’. Zu seinen wichtigsten Charakterrollen gehören der Dr. Mohai in Zoltán Várkonyis Salzsäule (1958), der Balázs in Márton Keletis Verregneter Sonntag (1962) und der Pfarrer Tónay in Zoltán Fábris Familie Toth (1969). 1963 spielte er in László Ranódys „Die Lerche“ einen Provinzbeamten. Der Film war Ungarns Wettbewerbsbeitrag bei den Filmfestspielen von Cannes 1964 und Páger wurde ex aequo mit Saro Urzì in der Kategorie „bester Darsteller“ ausgezeichnet.
Páger war zuletzt mit der Schauspielerin Bea Szilágyi (1908–1987) verheiratet.

## Filmografie
- 1932: Menschen im Sturm (Itel a Balaton)
- 1934: Emmy
- 1934: Kornblume (Búzavirág)
- 1935: Bitte recht freundlich (Barátságos arcot kérek!)
- 1936: Évforduló
- 1937: Eine Budapester Geschichte (Pesti mese)
- 1937: Hotel Kikelet
- 1938: Ich habe eine Frau beschützt (Megvédtem egy asszonyt)
- 1938: Péntek, Rézi
- 1938: Die schweren Handschuhe (Nehéz apának lenni)
- 1939: Bors István
- 1939: Der Freund vom Minister (A miniszter barátja)
- 1939: Servus Peter! (Szervusz Péter!)
- 1939: Erdbeben (Földindulás)
- 1940: Geschlossene Verhandlung (Zárt tárgyalás)
- 1940: Schloß in Transsylvanien (Erdélyi kastély)
- 1940: Eladó birtok
- 1940: Ja oder Nein? (Igen vagy nem?)
- 1941: Háry János
- 1941: Ein Mann geht seinen Weg (Dr. Kovács István)
- 1941: Eine Nacht in Transsylvanien (Egy éjszaka Erdélyben)
- 1941: Endlich! (Végre)
- 1941: Warum (Miért?)
- 1941: Die Hochzeit von Mara Szüts (Szűts Mara házassága)
- 1942: Der schöne Stern (Szép csillag)
- 1942: Die Treue eines Mannes (Férfihüség)
- 1942: Der Dreißigste (A harmincadik)
- 1942: Euer Sohn... Peter (Szerető fia, Péter)
- 1942: Der Aufzug der Garde (Őrségváltás)
- 1943: Kettesben
- 1943: Der goldene Pfau (Aranypáva)
- 1944: Az elsö
- 1957: Konflikt des Herzens (Dani)
- 1958: Don Juans allerletztes Abenteuer (Don Juan legutolsó kalandja)
- 1958: Salzsäule (Sóbálvány)
- 1958: Der Schuldige ist unbekannt (A tettes ismeretlen)
- 1959: Gestern (Tegnap)
- 1959: Der Hof in der Puszta (Akiket a pacsirta elkísér)
- 1960: Attentat im Morgengrauen (Merénylet)
- 1960: Stadt ohne Gesicht (Az Arcnélküli város)
- 1960: Oh, diese Untermieter (Fűre lépni szabad)
- 1960: Der Fall des jungen Noszty (A Noszty fiú esete Tóth Marival)
- 1960: Gewitter (Zápor)
- 1961: K.u.K. Militärmusik (Katonazene)
- 1961: Ein Mädchen wurde ermordet (Megöltek egy lányt)
- 1961: Nur ein Spaß (Nem ér a nevem!)
- 1962: Das Doppelleben der Tante Mizzi (Mici néni két élete)
- 1962: Verregneter Sonntag (Esős vasárnap)
- 1962: Das verlorene Paradies (Elveszett paradicsom)
- 1962: Memoiren einer seltsamen Nacht (Az utolsó vacsora)
- 1962: Zwanzig Jahre – eine ganze Welt (Húsz évre egymástól)
- 1962: Stern am Herbsthimmel (Isten őszi csillaga)
- 1963: Foto Haber (Fotó Háber)
- 1963: Die Lerche (Pacsirta)
- 1963: Schwanenlied (Hattyúdal)
- 1963: Landnahme (Honfoglalás) (TV-Film)
- 1963: Das Idol (Bálvány)
- 1964: Die gute Partie (Iszony)
- 1965: Männer und Flaggen (A kőszívű ember fiai)
- 1965: Es kommt ein neuer Sommer (Vizivárosi nyár) (TV-Film)
- 1965: Zwanzig Stunden (Húsz óra)
- 1965: Der Tod des Arztes (Az orvos halála)
- 1965: Sie starben zu zweit (Ketten haltag mek)
- 1966: Der goldene Drachen (Aranysárkány)
- 1966: Die Vorladung (Utószezon)
- 1966: Süß und bitter (Édes és keserű)
- 1967: Das Kartenhaus (Kártyavár)
- 1967: Eine Studie über die Frauen (Tanulmány a nőkről)
- 1968: Der wundersame Kaftan (Beszélő köntös)
- 1969: Familie Toth (Isten hozta, őrnagy úr!)
- 1969: Der Zauberer (A varázsló)
- 1969: Höllenfähre (Pokolrév)
- 1969: Das unruhige Leben des Ferenc Prenn (Én, Prenn Ferenc...) (TV-Film)
- 1970: Historische Privatangelegenheiten (Történelmi magánügyek)
- 1970: Ein Rosengarten von sechs Joch (Hatholdas rózsakert) (TV-Film)
- 1970: A revizor (TV-Film)
- 1971: Villa am Lido (Villa a Lidón) (TV-Film)
- 1972: Laufe, damit man dich erwischt (Fuss, hogy utolérjenek!)
- 1972: Die schwarze Stadt (A fekete város) (TV-Serie)
- 1972: Kaninchen in der Garderobe (Nyulak a ruhatárban)
- 1972: Prinz Bob (Bob herceg) (TV-Film)
- 1972: Neapel sehen und... (Nápolyt látni és...)
- 1973: Braches Land (A magyar ugarón)
- 1974: Zurück ins Leben (Jelbeszéd)
- 1975: Lausbuben in den Ferien (Ballagó idö)
- 1976: Torgeld (Kapenz-Rekviem egy hazmesterlaynert) (TV-Film)
- 1976: Schwarze Diamanten (Fekete gyémántok)
- 1977: Dr. Niemand (Doktor Senki) (TV-Film)
- 1978: Dániel (TV-Serie)
- 1978: Steifer Hut und Kartoffelnase (Keménykalap és krumpliorr) (TV-Serie)
- 1978: Märchen mit Sahne (Mese habbal)
- 1979: Hatholdas rózsakert
- 1980: Zirkus der Verdammten (Circus maximus)
- 1980: Hinter der Ziegelmauer (A téglafal mögött)
- 1981: Der große Reisende (A messziről jött ember) (TV-Film)
- 1981: Nyitott ház (TV-Film)
- 1982: Partnersuche (Társkeresés No. 1463) (TV-Film)
- 1983: Himmelsbataillone (Mennyei seregek)
- 1983: Die Kapelle des heiligen Christophorus (Szent Kristóf kápolnája) (TV-Film)
- 1984: Hexensabbat (Boszorkányszombat) (TV-Film)
- 1985: Higgyetek nekem!
- 1985: Das vernieste Königreich (Az eltüsszentett birodalom) (TV-Film)
- 1985: A vén bakancsos és fia, a huszár (TV-Film)
- 1986: Die Schuld (Elveszett paradicsom) (TV-Film)